# Lijst van Amersfoorters
Deze lijst van Amersfoorters betreft bekende personen die in de Nederlandse gemeente Amersfoort geboren of overleden zijn.

## Geboren

### A
- Murat Acikgoz (1984), voetballer
- Jan Alma (1934-2022), handbalcoach
- Wijnand van Assenraad (1764-1855), burgemeester
- Jan Apeldoorn (1765-1838), tekenaar en kunstschilder
- Menno van Appelen (1974), voetballer
- Hans van Arum (1966), voetballer

### B
- Roy Bakkenes (1990), voetballer
- Jasmijn Bakker (1999), atlete
- Veerle Bakker (1996), atlete
- Henny van Batenburg-Jansen (1923-2023), Nederlandse verzetsstrijdster
- Henk Baum (1988), voetballer
- Jacques Beers (1902-1947), componist
- Darren van Bekkum (2002), wielrenner
- Edwin Benne (1965), volleybalinternational
- Wim de Boer (1938), politicus
- Femke Bol (2000), atlete
- Willem Frederik Bon (1940-1983), componist, dirigent en docent
- Paulus Bor (1601-1669), schilder
- Pieter Both (1568-1615), de eerste Gouverneur-Generaal van Nederlands-Indië
- Salomon Bouman (1937), journalist
- Bart van den Brink (1978), politicus
- John van den Brom (1966), oud-voetballer/voetbalcoach
- Annemieke Buijs (1964), taekwondo-international
- Arie van de Bunt (1969), voormalig waterpolospeler
- Michaël van Buuren (1963), acteur en regisseur
- Mischa Bredewold (2000), wielrenster

### C
- Paul Cobben (1951), filosoof
- Ernst Cramer (1960), politicus

### D
- Willem van Dam (1596-1673), burgemeester
- Brahim Darri (1994), voetballer
- Barend van Deelen (1988), radiopresentator
- Walter van Diedenhoven (1886-1915), graficus
- Kevin van Diermen (1989), voetballer
- Bryan van Dijk (1981), judoka
- Julius Dirksen (2003), voetballer
- Oscar Dros (1963), korpschef in Groningen
- Epi Drost (1945-1995), voetballer
- Frank Drost (1963), zwemmer
- Peter Drost (1958), zwemmer
- Celine van Duijn (1992), schoonspringster

### E
- Theodorus van der Eem (ca. 1499-1572), Franciscaner priester, een van de 19 Martelaren van Gorcum
- Floortje Engels (1982), hockeyster
- Evelien Eshuis (1942), politica
- Matthieu van Eysden (1896-1970), acteur

### F
- Marjolein Faber-van de Klashorst (1960), politica
- Igmar Felicia (1990), radio-dj
- Maria Fiselier (1988), operazangeres
- Huub Franssen (1916-2003), politicus

### G
- Pieter Gabriel (2004), dj en producer
- Carel Victor Gerritsen (1850-1905), politicus
- Marcel Gerritsen (1967), mountainbiker en veldrijder
- Marco van Ginkel (1992), voetballer
- Ronnie Goldstein-van Cleef (1921-2008), Joodse verzetsstrijdster
- Ilja Gort (1951), schrijver, presentator en componist; wijnboer in Frankrijk

### H
- Steven van der Hagen (1563-1621), admiraal en Raad van Indië
- Hans van de Haar (1975), voetballer
- Lars van der Haar (1991), wielrenner
- Pieter Jan Hagens (1958), presentator
- Gerrit 't Hart (1952), organist
- Atze Haytzma (1929), beeldhouwer, fotograaf en dichter
- Johannes Heesters (1903-2011), toneelspeler en operettezanger
- Koen Hehenkamp (1936), oud-burgemeester
- Laura van der Heijden (1990), handbalster
- Corrie Hermann (1932), politica
- Ferdino Hernandez (1971), voetballer
- Adriënne Herzog (1985), atlete
- Ton van Heugten (1945-2008), motorcrossrijder
- Mees Hilgers (2001), voetballer
- Deidre Holland (1966), pornoactrice
- Gijs van Hoogevest (1887-1968), architect
- Teus van Hoogevest (1915-2005), architect
- Hans Hoogveld (1947-2024), waterpolospeler
- Dirk Hubers (1913-2003), keramist

### J
- Koen Jansen (1980), rapper onder de artiestennaam Diggy Dex
- Joh.A. Joustra (1888-1868), imker, schrijver
- Sjouke Joustra (1921-1996), loods, schrijver, politicus
- Willem Jeths (1959), componist, eerste Componist des Vaderlands

### K
- Bert Keizer (1947), arts, filosoof en schrijver
- Wilco Kelderman (1991), wielrenner
- Tristan Keuris (1946-1996), componist
- Peter Kisner (1944-2020), wielrenner
- Arjan Kleton (1975), cabaretier
- Frans van Knapen (1948), diergeneeskundige en hoogleraar
- Roeland Anthonie Kollewijn (1857-1942), taalkundige, spellinghervormer
- Karin Kraaykamp (1927-2018), omroepster en televisiepresentatrice
- Robert Kranenborg (1950), chef-kok en televisiepersoonlijkheid.

### L
- Aletha Leidelmeijer (1984), presentatrice
- Arjen van der Linden (1956), tekstschrijver, dichter en kunstschilder
- Carel ter Linden (1933), predikant
- Nico ter Linden (1936-2018), predikant
- Joshua Livestro (1970), publicist, columnist, politiek activist

### M
- Jeroen Melkert (1963), beeldhouwer
- Theo Meijer (1965), oud-judoka en bronzen-medaillewinnaar op de Olympische Zomerspelen in 1992;
- Anthony Dirk Methorst (1797-1878), burgemeester
- Dido Michielsen (1957), schrijfster
- Piet Mondriaan (1872-1944), schilder
- Ton Mooy (1948), beeldhouwer

### N
- Muslu Nalbantoğlu (1983), voetballer

### O
- Johan van Oldenbarnevelt (1547-1619), staatsman
- Karel Roger van Oordt (1928-2013), heer van Bunschoten, Spakenburg en Dijkhuizen
- Jacob Johannes Otto (1875-1953), ondernemer
- Miel Otto (1939-2023), bedrijfskundige

### P
- Monica van Panthaleon van Eck (1939), beeldhouwster
- Vincent Patty (1981), rapper onder de artiestennaam Jiggy Djé
- Nicolaas Pieneman (1809-1860), schilder en lithograaf
- Puck Pieterse (2002), veldrijdster en mountainbikester
- Pieter Pijpers (1749-1805), dichter en toneelschrijver

### R
- Bart Ramselaar (1996), voetballer
- Bas Ramselaar (1961-2025), zanger en dirigent
- Joop Reinboud (1920-1986), radio- en tv-medewerker
- Anke Rijnders (1956), zwemster
- Leo Roelandschap (1985), producer, bekend onder zijn artiestennaam Bizzey
- Danny Rombley (1979), honkballer
- Wilhelmus Franciscus Nicolaus van Rootselaar (1834-1900), kapelaan en (eerste) gemeente-archivaris
- Bart Ruitenberg (1905-1992), predikant en hoofdredacteur

### S
- Mounir Samuel, tot 2015 Monique (1989), politicoloog, columnist en auteur
- Willem Sandberg (1897-1984), museumdirecteur en grafisch ontwerper
- Riek Schagen (1913-2008), actrice en kunstschilderes
- Otto Scheltus van Leusden (1764-1837), burgemeester
- Ruud Smit (1950), eerste Nederlands kampioen hoogspringen die zich bediende van de zgn. floptechniek
- Michel Schoots (1960), drummer (voor Urban Dance Squad) en producer, vooral bekend onder de artiestennaam 'Magic Stick'
- Willy Sluiter (1873-1949), schilder, tekenaar en grafisch ontwerper
- Marcel Sophie (1962), leadzanger Pater Moeskroen
- Jacob van Staverden (1656-na 1716), kunstschilder
- Annechien Steenhuizen (1977), nieuwslezeres
- Gerrit van Stellingwerf (1614-1659), schilder
- Frank Streng (1960), politicus
- Wilhelmine Suij (1861-voor 1936), schilderes
- Pauline Suij (1863-1949), schilderes

### T
- Toon Tieland (1919-2006), kunstschilder
- Jan Tollius (ca. 1550 - ca. 1603), componist
- Dick Tommel (1942-2023), politicus
- Edzo Toxopeus (1918-2009), politicus
- Boy Trip (1921-1990), minister van wetenschapsbeleid

### V
- Rie Vierdag (1905-2005), zwemster (o.a. twee Europese titels en olympisch zilver)
- Lodewijk Ernst Visser (1871-1942), jurist; president van de Hoge Raad
- Henk Vredeling (1924-2007), verzetsstrijder, landbouwkundige en politicus (o.a. minister van Defensie en Europees Commissaris)
- Marjo Vreekamp-van den Berg (1941-2018), predikantsvrouw en ondernemer
- Bart Vriends (1991), voetballer

### W
- Hans Werner (1932-2000), schrijver van kinderboeken en reisverhalen alsmede cartoonist
- Henk Wery (1943), voetballer
- Alida Withoos (1661/62-1730), schilderes
- Maria Withoos (ca. 1663 - na 1699), kunstschilderes en tekenares
- Caspar van Wittel, in Italië Gaspare Vanvitelli (1653-1736), schilder
- Ivan Wolffers (1948-2022), schrijver, arts en hoogleraar
- Bas van 't Wout (1979), politicus
- Jurriaan Wouters (1993), atleet

### Z
- Robin Zijlstra (1980), acteur, zanger
- Marije Zuurveld (1998), youtuber
- Valerie Zwikker (1972), presentatrice

## Overleden
- Louis de Bree (1884-1971), acteur;
- Ilse Bulhof (1932-2018), hoogleraar wijsbegeerte;
- Jacob van Campen (1596-1657), architect en kunstenaar uit de Gouden Eeuw;
- Jan Roelof van der Glas (1879-1972), componist;
- Karel van de Graaf (1950-2023), radio- en televisiepresentator;
- Leo Heijdenrijk (1932-1999), architect;
- Took Heroma-Meilink (1908-1998), maatschappelijk werkster en politica;
- Johanna Clementina Hudig (1907-1996), eerste vrouw die rechter werd in Nederland;
- Johannes de Jong (1885-1955) aartsbisschop en kardinaal;
- Willem Hendrik Kam (1844-1925), stadsbouwmeester;
- Hermanus Kroes (1864-1952), architect;
- Hermen Molendijk (1896-1983), burgemeester;
- Renske Nieweg (1911-2002), koorleidster, muziekpedagoge;
- Berent Noordewier (1889-1950), burgemeester;
- Frederik Hendrik van Persijn (1828-1904), burgemeester;
- Jules Cornelis van Randwijck (1874-1962), burgemeester;
- Martin Ros (1937-2020), uitgever, redacteur, radiopresentator, schrijver en publicist;
- Wil Waardenburg (1915-1997), muziekpedagoge;
- Johan de Widt (1908-1971), burgemeester;
- Albartus Gerhardus Wijers (1816-1877), burgemeester;
- David Zuiderhoek (1911-1993), architect;
- Jan Zwartkruis (1926-2013), voetbaltrainer.